# Mont King Edward
El Mont King Edward (en anglès Mount King Edward) és una muntanya de 3.490 m que es troba a la capçalera de la vall del riu Athabasca, dins el Parc Nacional de Jasper, en la frontera de les províncies d'Alberta i la Colúmbia Britànica, Canadà. El Mont King Edward es troba a la divisòria continental i té el Mont Columbia a poc més de 5 quilòmetres a l'est.
El cim va rebre el nom el 1906 per Mary Schaffer en record al rei Eduard VII del Regne Unit. La primera ascensió va tenir lloc el 1924 per J.W.A. Hickson i Howard Palmer, que foren guiats per Conrad Kain.
No s'ha de confondre aquest cim amb el King Edward Peak, de 2.789 m, que es troba a la mateix Alberta, però al nord de la frontera amb els Estats Units, i que també porta el nom del rei Edward.